# Giacomo Nani (1938)
«Джакомо Нані» (італ. Giacomo Nani) — військовий корабель, підводний човен типу «Марчелло» Королівських ВМС Італії за часів Другої світової війни.
«Джакомо Нані» був закладений 15 червня 1936 року на верфі компанії Cantieri Riuniti dell'Adriatico у Монфальконе. 16 червня 1938 року він був спущений на воду, а 5 вересня 1938 року увійшов до складу Королівських ВМС Італії.

## Історія служби
За короткий період від початку бойових дій та загибелі в 1941 році підводний човен «Джакомо Нані» здійснив 6 бойових походів під командуванням командира лейтенанта Джоакчіно Поліцці, потопивши 2 торгові судна загальною водотоннажністю 1 939 т.
10 червня 1940 року на момент вступу Італії в Другу світову війну «Джакомо Нані» входив до складу 22-ї ескадри 2-ї групи, що базувалася в Неаполі, й перебував на бойовому патрулюванні разом з «Агостіно Барбаріго» біля мису Бенгут (Алжир).
29 вересня човен вийшов з Неаполя у бойовий похід в Атлантичний океан. 4 листопада «Нані» повернувся до свого кінцевого пункту призначення, італійської військово-морської бази BETASOM в Бордо.
7 січня 1941 року «Джакомо Нані» потоплений корветами «Анемон» та «Ла Мало».